# Сьюдад-де-ла-Коста

Сьюдад-де-ла-Коста помечен красным на карте департамента Канелонес

Сьюда́д-де-ла-Ко́ста (исп. Ciudad de la Costa) — третий по величине город Уругвая, административный центр одноимённого муниципалитета, крупнейший город департамента Канелонес.

## История
До 1970-х годов регион, в котором ныне расположен Сьюдад-де-ла-Коста, состоял из цепочки разрозненных городков и курортов, выстроившихся от восточных пригородов Монтевидео на десяток километров. В 1980-е гг. процесс макрополизации Монтевидео интенсифицировал экономическое развитие и интеграцию этих городков. Постепенно они слились в единое городское пространство и 19 октября 1994 года было официально объявлено об образовании «Города Побережья», как дословно переводится название Сьюдад-де-ла-Косты.

## География
Фактически представляет собой слившийся с Большим Монтевидео вытянувшийся по побережью Атлантического океана пригород уругвайской столицы. Население — около 84 000 жителей (2004). К востоку от Сьюдад-де-ла-Косты расположена ещё одна цепочка городков и курортов, которые менее интегрированны друг с другом и получили общее название Коста-де-Оро (Золотой берег). На данный момент административно город подразделяется на 10 бальнеариев, протянувшихся в общей сложности на 16 км по побережью.

## Демография
В 1996 году население города составляло 66402 жителя, что на 92,6 % превышало показатель 1985 года. В 2004 году Сьюдад-де-ла-Коста насчитывал уже 83888 жителя, прирост по отношению к 1996 году составил 28,8 %.

## Экономика
Сьюдад-де-ла-Коста — своеобразный богемный центр Уругвая. Город выдвинулся в число крупнейших (не считая явного доминанта Монтевидео) туристических центров страны за счёт своего прибрежного положения вдоль живописных пляжей. Здесь построен крупнейший автодром в стране; кроме того, недалеко от Сьюдад-де-ла-Косты располагается международный аэропорт «Карраско», крупнейший в Уругвае.

## Города-побратимы
- Голливуд (Флорида), США.